# Palau del Papa de Viterbo
El Palau del Papa de Viterbo és un palau situat a la ciutat italiana de Viterbo, al nord del Laci. És un dels monuments més importants de la ciutat, situat al costat del Duomo de Viterbo. La Cúria Romana va ser traslladada a Viterbo el 1257 pel Papa Alexandre IV, a causa de l'hostilitat romana i la constant violència urbana: el palau de l'ex-bisbe de Viterbo va ser ampliat per proporcionar un lloc d'administració als Papes, així com amb una bona residència.

## Descripció
La construcció, feta per encàrrec del Capitano del Popolo ("el capità del Poble") Raniero Gatti, proporcionava un gran saló d'audiències que es comunica amb un pòrtic elevat sobre una volta de canó per sobre del carrer de la ciutat, que es va acabar probablement cap al 1266.
La gran façana, enfront de la plaça central de Sant Lorenzo que està dominada per la catedral, té una àmplia escala acabada el 1267. La part superior dels murs del palau està decorada amb merlets quadrats. A la dreta hi ha una àmplia lògia sense sostre amb una galeria dividida en set badies, amb el suport d'esveltes columnes dobles i decorades amb escuts i relleus. Dins de la galeria hi ha una font del segle xv, feta amb material de diverses edats, amb l'escut d'armes de la família Gatti.

## Seu Papal
Viterbo es va mantenir com a seu papal durant 24 anys, des de 1257 fins a 1281. Després d'Alexandre IV, el palau va ser la seu d'Urbà IV, de l'elecció papal de 1268-1271 que va escollir el Papa Gregori X (el conclave més llarg), seu del Papa Joan XXI (que va morir a l'edifici el 1277 quan es va esfondrar el seu estudi), del Papa Nicolau III i del Papa Martí IV, que es va traslladar a Orvieto el 1281. Tots aquests papes van ser escollits a la sala més famosa del palau, la Sala del Conclave.